# بل اوشن (مقاطعة كلاردشت)
بل‌اوشن (بالفارسية: پل‌اوشن) هي قرية تقع في Kuhestan Rural District في إيران. يقدر عدد سكانها بـ 126 نسمة بحسب إحصاء 2016.